# Šerkala
Šerkala je svědecká hora v Mangystauské oblasti Kazachstánu, vysoká 332 m n. m. Je tvořena převážně vápencem, kterému obsažené minerály dodávají různé odstíny, na svazích se nacházejí četné jeskyně. Hora se nachází 90 km severovýchodně od města Aktau a je výraznou krajinnou dominantou opředenou množstvím legend. Při pohledu ze strany připomíná siluetu ležícího lva (odtud název, který v turkických jazycích znamená „lví pevnost“) a zepředu má pravidelný tvar jurty. Na úpatí hory se nachází oáza Kyzylkala („Rudá pevnost“), kde byl ve středověku vybudován významný karavansaraj na Hedvábné stezce.